# Masłowice Tuchomskie
Masłowice Tuchomskie (kaszub. Tëchómsczé Masłowice, niem. Groß Massowitz) – wieś kaszubska w Polsce położona na Pojezierzu Bytowskim, w województwie pomorskim, w powiecie bytowskim, w gminie Tuchomie.
W latach 1975–1998 miejscowość administracyjnie należała do województwa słupskiego.
Inne miejscowości z prefiksem Masłow: Masłowice, Masłowice Trzebiatkowskie, Masłowiczki, Masłowo, Masłów